# Henry Frederick Conrad Sander
Henry Frederick Conrad Sander (Brema, 4 marzo 1847 – 23 dicembre 1920) è stato un botanico tedesco.

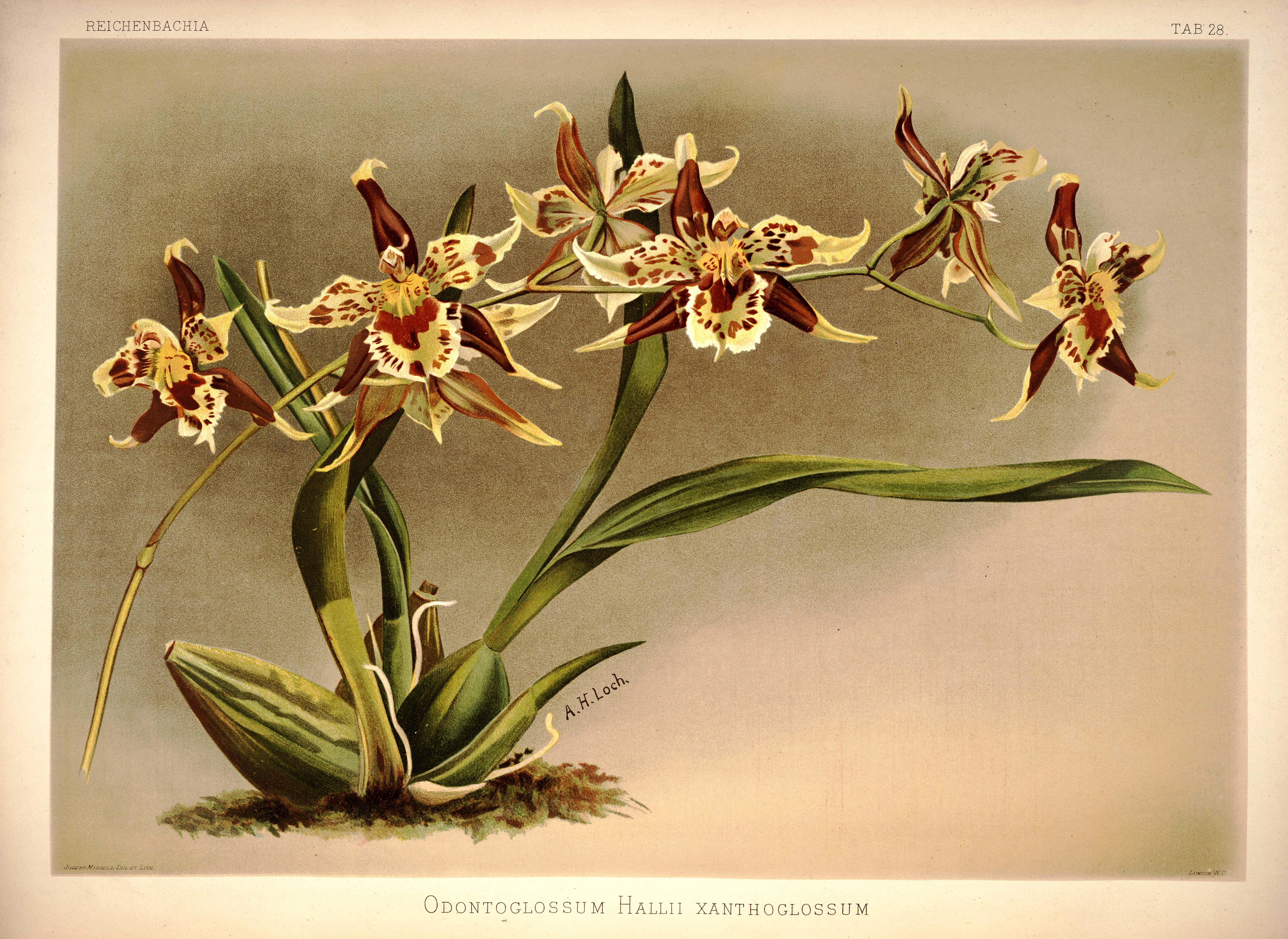
Illustrazione tratta dalla rivista Reichenbachia

Appassionato orchidofilo, fu il creatore della rivista Reichenbachia.

## Riconoscimenti
Il genere delle Orchidacee Sanderella Kuntze (Epidendroideae, Cymbidieae) è un omaggio al suo nome.
| Sander è l'abbreviazione standard utilizzata per le piante descritte da Henry Frederick Conrad Sander. Consulta l'elenco delle piante assegnate a questo autore dall'IPNI. |